# Campeonato Mundial de Esqui Estilo Livre de 1995
O Campeonato Mundial de Esqui Estilo Livre de 1995 foi a 5º edição do Campeonato Mundial de Esqui Estilo Livre, organizado pela Federação Internacional de Esqui (FIS). A competição foi disputada entre os dias 16 a  9 de fevereiro de 1995, em La Clusaz na França.

## Resultados

### Masculino
| Evento      | Ouro                               | Ouro   | Prata                       | Prata  | Bronze                         | Bronze |
| Moguls      | Edgar Grospiron · França           | 27.14  | Jean-Luc Brassard · Canadá  | 26.35  | Sergei Shupletsov · Rússia     | 26.19  |
| Aerials     | Trace Worthington · Estados Unidos | 243.09 | Christian Rijavec · Áustria | 241.34 | Sébastien Foucras · França     | 239.38 |
| Acro Skiing | Rune Kristiansen · Noruega         | 25.75  | Fabrice Becker · França     | 25.10  | Heini Baumgartner · Suíça      | 24.25  |
| Combinado   | Trace Worthington · Estados Unidos | 27.98  | Darcy Downs · Canadá        | 27.51  | Jonny Moseley · Estados Unidos | 25.39  |

### Feminino
| Evento      | Ouro                             | Ouro   | Prata                        | Prata  | Bronze                         | Bronze |
| Moguls      | Candice Gilg · França            | 25.52  | Raphaelle Monod · França     | 24.89  | Tatjana Mittermayer · Alemanha | 24.62  |
| Aerials     | Nikki Stone · Estados Unidos     | 176.53 | Marie Lindgren · Suécia      | 169.53 | Kirstie Marshall · Austrália   | 168.08 |
| Acro Skiing | Elena Batalova · Rússia          | 28.64  | Ellen Breen · Estados Unidos | 26.44  | Annika Johansson · Suécia      | 25.05  |
| Combinado   | Kristean Porter · Estados Unidos | 27.67  | Maja Schmid · Suíça          | 26.03  | Katherina Kubenk · Canadá      | 25.41  |

## Quadro de medalhas
| Ordem | País           | Medalha de ouro | Medalha de prata | Medalha de bronze |    |
| ----- | -------------- | --------------- | ---------------- | ----------------- | -- |
| 1     | Estados Unidos | 4               | 1                | 1                 | 6  |
| 2     | França         | 2               | 2                | 1                 | 5  |
| 3     | Rússia         | 1               | 0                | 1                 | 2  |
| 4     | Noruega        | 1               | 0                | 0                 | 1  |
| 5     | Canadá         | 0               | 2                | 1                 | 3  |
| 6     | Suécia         | 0               | 1                | 1                 | 2  |
| 6     | Suíça          | 0               | 1                | 1                 | 2  |
| 8     | Áustria        | 0               | 1                | 0                 | 1  |
| 9     | Alemanha       | 0               | 0                | 1                 | 1  |
| 9     | Austrália      | 0               | 0                | 1                 | 1  |
|       | TOTAL          | 8               | 8                | 8                 | 24 |